# 乌克兰国家科学与技术奖
︁乌克兰国家科学与技术奖是乌克兰为表彰获得科学技术成就的个人而由乌克兰总统颁发的年度奖项。该奖项涵盖以下四个类别：人文、社会或自然科学领域的杰出科学研究；新设备、新技术或疾病预防方法的开发；环境问题的解决或新型环境保护技术的发明；教科书或新的职业技术。这是乌克兰政府为表彰科学技术成就而颁发的最高奖项。得奖这获称为乌克兰国家科学技术领域的获奖者。

## 历史
乌克兰国家科学技术奖由乌克兰苏维埃社会主义共和国部长委员会于1969年设立。此后，乌克兰每年都会公布获奖者（参见乌克兰语获奖者名单）。共同完成同一项目的研究人员团队通常会获得该奖项，申请人通常会以团队的形式以一个共同项目（例如合作撰写的书籍）提出申请。2016年，彼得罗·波罗申科将国家奖项的年度颁发数量设定为最多15个，其中每个项目的共同作者最多可获得8个奖项。该奖项还附带现金奖励。决定奖项的委员会成员由乌克兰总统直接任命；2015年，委员会成员为70人，由乌克兰国家科学院和乌克兰教育与科学部人士担任主席。该委员会的成员来自自然科学、社会科学、法律、人文、农业和机械制造等不同学科。

## 描述
该奖项由乌克兰国家教育科学学院颁发，获奖者由乌克兰总统选择。该奖项的获奖者每年通过总统法令宣布。

乌克兰政府将该奖章描述为“在经济，科学，文化，社会领域，祖国的捍卫，宪法人权和自由，国有建筑和公共活动领域取得杰出成就的公民可获得的最高荣誉”。该奖项全部授予：
人文科学，自然和技术科学对社会进步产生积极影响，并维持世界上民族科学的认可；为了开发和引入新技术，材料和技术，符合世界发展水平的疾病的新方法和方法；对于解决环境保护问题和确保生态安全问题的重要贡献的作品；撰写符合当代要求并鼓励有效的知识获取的教科书，并对未来专家的培训产生重要影响。

## 部分获奖者
- 米科拉·卡尔波维奇·里亚赞采夫
- 亚历山大·阿希耶泽尔
- 亚历山大·帕夫洛维奇·亚历山德罗夫
- 尼古拉·阿莫索夫
- 尼古拉·阿扎罗夫
- 奥列格·焦明
- 伊万·久巴
- 维托尔德·福金
- 列昂尼德·库奇马
- 亚历山大·库兹穆克
- 弗拉基米尔·利亚霍夫
- 弗拉基米尔·利特温
- 谢尔盖·尼科尔斯基
- 鲍里斯·帕通
- 维克托·米哈伊洛维奇·平丘克
- 彼得罗·波罗申科
- 塞尔希·里日科夫
- 维克托·尤先科
- 阿纳托利·扎戈罗德尼
- 尤希姆·兹维亚希尔斯基

## 脚注
1. 1 2 3  . Legislature of Ukraine. 2000  [2020-07-14] （乌克兰语）.
2. ↑  . 乌克兰政府. 2020-01-14  [2025-05-23] （英语）.
3. 1 2 3  . 乌克兰历史研究所（英语：History of Ukraine Institute）. 2004  [2020-07-14] （乌克兰语）.
4. ↑  . 乌克兰政府. 1969-12-25  [2020-07-14] （乌克兰语）.
5. 1 2  . Chemistry of Heterocyclic Compounds. 2020-03-06, 56: 127. doi:10.1007/s10593-020-02635-2 .
6. 1 2  . 乌克兰政府. 2016-05-31  [2020-07-14] （乌克兰语）.
7. ↑  . Rubric. 2019-12-24  [2020-07-14] （乌克兰语）.
8. ↑  . 哈尔科夫国立大学. 2017-04-11  [2020-07-14]. Humanities, natural and technical sciences, positively influencing the social progress and maintaining the recognition of the national science in the world; for the development and introduction of new techniques, materials and technologies, new ways and methods of treatment and prevention of diseases that meet the level of the world advances; for works that constitute a significant contribution to solving problems of environmental protection and ensuring ecological safety; creation of textbooks meeting the contemporary requirements and encouraging effective knowledge acquisition, and essentially influencing the improvement of future specialists' training.